# تشان هونغ تشوي
تشان هونغ تشوي هو سياسي ماليزي، ولد في 17 مايو 1955 في بينتونغ ‏ في ماليزيا. نشط حزبياً في الاتحاد الماليزي الصيني ‏. وقد انتخب عضو ديوان الرعية ‏.